# Mosquiter de les Filipines
El mosquiter de les Filipines (Phylloscopus olivaceus) és una espècie d'ocell de la família dels fil·loscòpids (Phylloscopidae). És endèmic de les Filipines. Els seu hàbitat principal són els boscos tropicals i subtropicals de frondoses humits de les terres baixes. El seu estat de conservació es considera de risc mínim.